# Luctério

A Guerra da Gália.

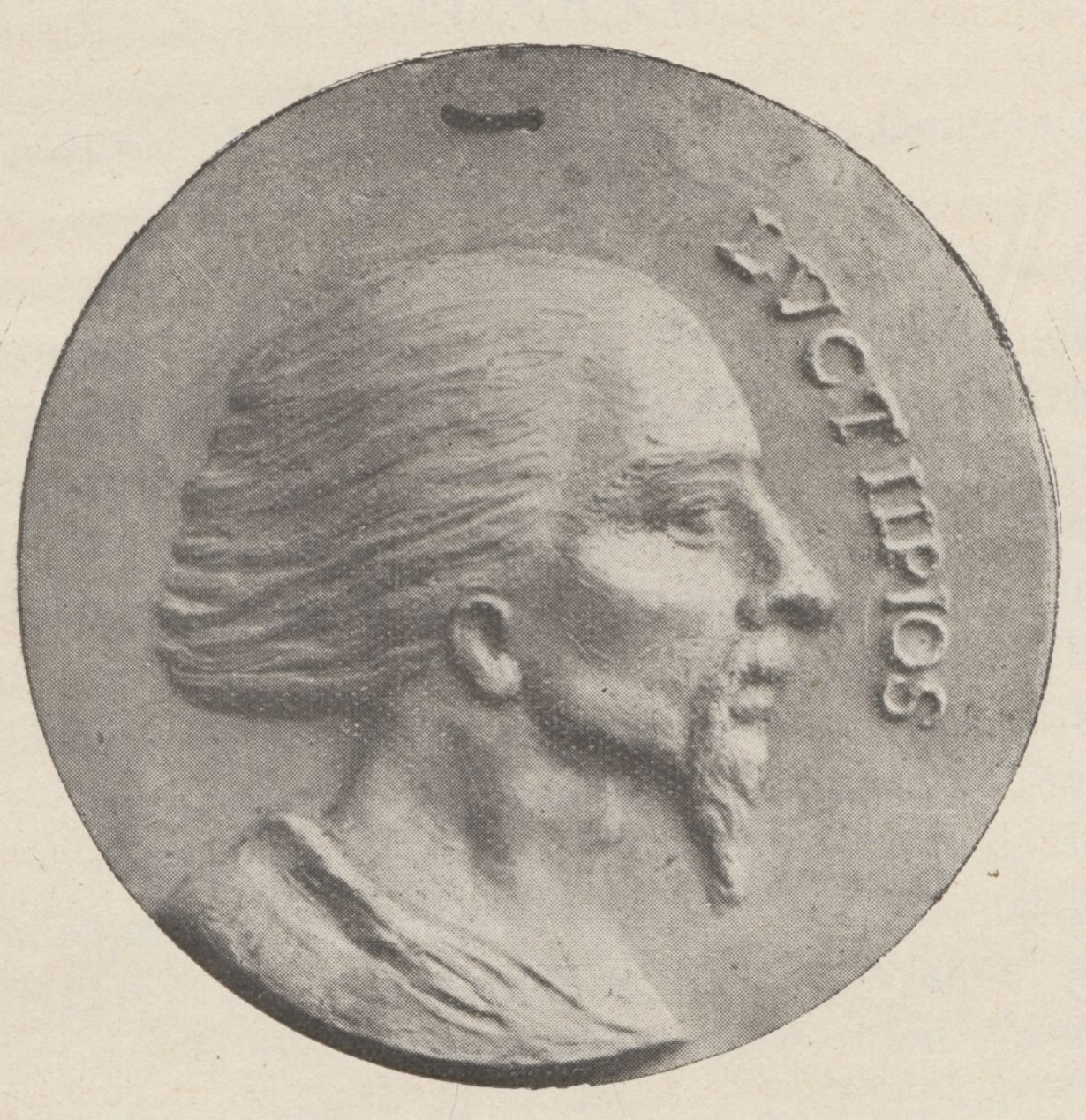

Luctério (em latim: Lucterius) é um chefe gaulês dos cadurcos (em latim: Cadurci; povo habitando a atual região de Cahors e de Quercy), a última com o Sénon Drappès para resistir a invasão das legiões romanas de Júlio César ao fim da Guerras da Gália.

## Proto-história
É conhecido pelos De Bello Gallico de Júlio César. Luctério se reúne em 52 a.C., por causa de Vercingetórix que « envia aos Rutenos, com uma parte das tropas, o cadurco Luctério, homem de uma rara intrepidez ». Ele « os ganha nos arvernos. Ele os empurra para os Nitiobroges e para os Gabales, recebe de cada povo reféns, e tendo reunido uma tropa forte, se compromete de invadir a Província, em direção à Narbona». César reforça suas posições e Luctério renuncia a atravessar os Cévennes no inverno. Mais tarde, Luctério participa do cerco de Alésia e da derrota gaulesa.
Hírcio, historiógrafo de Júlio César, conta o cerco de Uxeloduno, fortaleza pertencente aos cadurcos na qual a posição geográfica permanece controversa. Um ano após a rendição de Vercingetórix à Alésia, Luctério e Drapes, líder dos sênones combinam suas forças com a nova intenção de invadir a Província. Ameaçados pelas legiões de Caio Canínio Rébilo, se refugiam no ópido do Uxeloduno depois de ser reabastecido de trigo. César intervém em pessoa e toma a cidade, privando-a de água. Vencido, Luctério procura refúgio na casa do chefe arverno Espasnactos, que se alia aos romanos e o entrega a César.